# کوستلتس نا هانه
کوستلتس نا هانه (به چکی: Kostelec na Hané) یک منطقهٔ مسکونی و شهرستان دارای شهرک سابقاً روستا در جمهوری چک است که در ناحیه پروستییوو واقع شده‌است. کوستلتس نا هانه ۲٬۹۲۶ نفر جمعیت دارد.